# Декабристы (посёлок)
Декабри́сты — посёлок в Сасовском районе Рязанской области России. Входит в состав Сотницынского сельского поселения.

## Географическое положение
Посёлок находится в западной части Сасовского района, в 18 км к юго-западу от райцентра на междуречье Алёшни и Сасовки.
Ближайшие населённые пункты:
- посёлок Сотницыно — в 4 км к востоку по щебёнчатой (в 4,5 км по железной) дороге;
- деревня Жихаревка — в 2 км к югу по грунтовой дороге;
- посёлок Нижнее Мальцево — в 3 км к юго-западу по грунтовой дороге;
- село Аладьино — в 3 км к западу по грунтовой (в 3 км по железной) дороге.

Ближайшие железнодорожные станции: Нижнемальцево — в 3 км, Сотницыно — в 5 км.

## Природа
Климат умеренно континентальный с умеренно жарким летом (средняя температура июля +19 °С) и относительно холодной зимой (средняя температура января −11 °С). Осадков выпадает около 600 мм в год.

## История
С 2004 г. и до настоящего времени входит в состав Сотницынского сельского поселения.
До этого момента входил в Сотницынский сельский округ.

## Население
| 1981 | 2010 |
| ---- | ---- |
| 60   | ↘29  |

## Хозяйство

#### Сельское хозяйство
В советское время была молочно-товарная ферма, автоматизированный зерновой ток. Ныне остались только полуразваленные строения.

## Инфраструктура

### Дорожная сеть
Посёлок связан с Сотницыно неасфальтированной щебёнчатой, а с другими населёнными пунктами только полевыми грунтовыми дорогами. По северной окраине деревни проходит электрифицированная двухпутная железная дорога. Раньше был переезд через железнодорожные пути и существовала сельская дорога до Малого Хреново.

### Транспорт
На северной окраине расположена железнодорожная платформа 365 км, на которой останавливаются все электропоезда Рязань — Сасово (5 пар ежедневно). Стоимость проезда до Сасово составляет 33 рубля, до Рязани 264 рубля.

### Инженерная инфраструктура
Электроэнергию посёлок получает по тупиковой ЛЭП 10 кВ от подстанции 110/35/10/6 кВ «Сотницыно».